# Mare Winningham
Mary Megan Winningham (Phoenix, 16 de maio de 1959), mais conhecida como Mare Winningham, é uma atriz e cantora americana. Ela é mais conhecida por interpretar Lynne Young em Clubhouse, Cherry Lockhart em The Affair e Jeannie Anderson em The Outsider.

## Filmografia

### Cinema
| Ano  | Título                       | Papel                   | Notas          |
| ---- | ---------------------------- | ----------------------- | -------------- |
| 1980 | One Trick Pony               | Modeena Dandridge       |                |
| 1981 | Threshold                    | Carol Severance         |                |
| 1985 | St. Elmo's Fire              | Wendy Beamish           |                |
| 1986 | Nobody's Fool                | Pat                     |                |
| 1987 | Shy People                   | Candy                   |                |
| 1987 | Made in Heaven               | Brenda Carlucci         |                |
| 1988 | Miracle Mile                 | Julie Peters            |                |
| 1989 | Turner & Hooch               | Emily Carson            |                |
| 1991 | Hard Promises                | Dawn                    |                |
| 1993 | Sexual Healing               | Marta                   | Curta-metragem |
| 1994 | Teresa's Tattoo              | Cantora                 |                |
| 1994 | Wyatt Earp                   | Mattie Blaylock         |                |
| 1994 | The War                      | Lois Simmons            |                |
| 1995 | Georgia                      | Georgia Flood           |                |
| 1997 | Bad Day on the Block         | Catherine Braverton     |                |
| 2003 | The Adventures of Ociee Nash | Tia Mamie Nash          |                |
| 2004 | Dandelion                    | Layla Mullich           |                |
| 2007 | War Eagle, Arkansas          | Belle                   |                |
| 2008 | Swing Vote                   | Larissa Johnson         |                |
| 2009 | Brothers                     | Elsie Cahill            |                |
| 2012 | Mirror Mirror                | Margaret                |                |
| 2013 | Philomena                    | Mary                    |                |
| 2017 | Geostorm                     | Dra. Cassandra Jennings |                |
| 2018 | O.G.                         | Janice                  |                |
| 2018 | The Seagull                  | Polina                  |                |
| 2019 | Dark Waters                  | Darlene Kiger           |                |
| 2020 | News of the World            | Doris Boudlin           |                |
| 2021 | All My Puny Sorrows          | Lottie                  |                |
| 2024 | Rob Peace                    | Professora Durham       |                |

### Televisão
| Ano       | Título                                   | Papel                             | Notas                                   |
| --------- | ---------------------------------------- | --------------------------------- | --------------------------------------- |
| 1976      | Young Pioneers                           | Nettie Peters                     | Telefilme                               |
| 1977      | James at 15                              | Wanda                             | Episódio: "The Girl with the Bad Rep"   |
| 1978      | Special Olympics                         | Janice Gallitzin                  | Telefilme                               |
| 1978      | Police Woman                             | Linda                             | Episódio: "Battered Teachers"           |
| 1978      | The Young Pioneers                       | Nettie Peters                     | 3 episódios                             |
| 1979      | Starsky and Hutch                        | Joey Carston                      | Episódio: "Ninety Pounds of Trouble"    |
| 1979      | Studs Lonigan                            | Helen Shyers                      | Episódio: "1.1"                         |
| 1979      | Family                                   | Merilee Kalisher                  | Episódio: "The Competition"             |
| 1979      | Steeletown                               | Aggie Modgelewsky                 | Telefilme                               |
| 1979      | The Death of Ocean View Park             | Jenny Flowers                     | Telefilme                               |
| 1980      | Amber Waves                              | Marlene Burkhardt                 | Telefilme                               |
| 1980      | Off the Minnesota Strip                  | Micki Johansen                    | Telefilme                               |
| 1980      | The Women's Room                         | Chris                             | Telefilme                               |
| 1981      | Freedom                                  | Libby Bellow                      | Telefilme                               |
| 1981      | A Few Days in Weasel Creek               | Locksley Claitor                  | Telefilme                               |
| 1982      | Missing Children: A Mother's Story       | Kate Bradshaw                     | Telefilme                               |
| 1983      | The Thorn Birds                          | Justine O'Neill                   | 2 episódios                             |
| 1984      | Helen Keller: The Miracle Continues      | Helen Keller                      | Telefilme                               |
| 1984      | Single Bars, Single Women                | Bootsie                           | Telefilme                               |
| 1985      | ABC Afterschool Specials                 | Beth                              | Episódio: "One Too Many"                |
| 1985      | Love Is Never Silent                     | Margaret Ryder                    | Telefilme                               |
| 1986      | The Twilight Zone                        | Norma Lewis                       | Episódio: "Button, Button"              |
| 1986      | A Winner Never Quits                     | Annie                             | Telefilme                               |
| 1986      | Who Is Julia?                            | Mary Frances Bodine               | Telefilme                               |
| 1987      | Eye on the Sparrow                       | Ethel Lee                         | Telefilme                               |
| 1988      | God Bless the Child                      | Theresa Johnson                   | Telefilme                               |
| 1989      | The Pied Piper                           | Nicole Rougeron                   | Telefilme                               |
| 1990      | Love and Lies                            | Kim Paris                         | Telefilme                               |
| 1991      | Fatal Exposure                           | Jamie Hurd                        | Telefilme                               |
| 1991      | She Stood Alone                          | Prudence Crandall                 | Telefilme                               |
| 1992      | Those Secrets                            | Faye                              | Telefilme                               |
| 1992      | Intruders                                | Mary Wilkes                       | 2 episódios                             |
| 1993      | Better Off Dead                          | Kit Killner                       | Telefilme                               |
| 1994      | Betrayed by Love                         | Dana                              | Telefilme                               |
| 1995      | Letter to My Killer                      | Judy Parma                        | Telefilme                               |
| 1996      | The Boys Next Door                       | Sheila                            | Telefilme                               |
| 1996      | The Deliverance of Elaine                | Elaine Hodges                     | Telefilme                               |
| 1997      | George Wallace                           | Lurleen Wallace                   | Telefilme                               |
| 1997–1998 | Mad About You                            | Sarah McCain                      | 2 episódios                             |
| 1998      | Everything That Rises                    | Kyle Clay                         | Telefilme                               |
| 1998      | Little Girl Fly Away                     | Cath                              | Telefilme                               |
| 1998–1999 | ER                                       | Dra. Amanda Lee                   | 4 episódios                             |
| 2000      | Sally Hemings: An American Scandal       | Martha 'Patsy' Jefferson Randolph | Telefilme                               |
| 2000      | Sharing the Secret                       | Dra. Nina Moss                    | Telefilme                               |
| 2001      | Snap Decision                            | Jennifer Bradley                  | Telefilme                               |
| 2001      | Night Visions                            | Kate Morris                       | Episódio: "Still Life"                  |
| 2002      | Six Feet Under                           | Eileen Piper                      | Episódio: "The Plan"                    |
| 2002      | Tru Confessions                          | Ginny                             | Telefilme                               |
| 2002      | Touched by an Angel                      | Dra. Maggie de Santo              | Episódio: "The Bells of St. Peters"     |
| 2003      | The Brotherhood of Poland, New Hampshire | Dottie Shaw                       | 7 episódios                             |
| 2003      | Law & Order: Special Victims Unit        | Sandra Blaine                     | Episódio: "Manic"                       |
| 2003      | The Maldonado Miracle                    | Maisie                            | Telefilme                               |
| 2004–2005 | Clubhouse                                | Lynne Young                       | 11 episódios                            |
| 2005      | The Magic of Ordinary Days               | Martha                            | Telefilme                               |
| 2006–2007 | Grey's Anatomy                           | Susan Grey                        | 6 episódios                             |
| 2007      | Boston Legal                             | Patrice Kelly                     | 2 episódios                             |
| 2009      | CSI: NY                                  | Katherine Donovan                 | Episódio: "Greater Good"                |
| 2010      | Cold Case                                | Celeste Cooper                    | Episódio: "The Good Soldier"            |
| 2010      | 24                                       | Elaine Al-Zacar                   | 2 episódios                             |
| 2010      | Criminal Minds                           | Nancy Riverton                    | Episódio: "Safe Haven"                  |
| 2011      | Mildred Pierce                           | Ida Corwin                        | 5 episódios                             |
| 2011      | Torchwood: Miracle Day                   | Ellis Hartley Monroe              | 3 episódios                             |
| 2012      | Hatfields & McCoys                       | Sally McCoy                       | 3 episódios                             |
| 2013      | Hawaii Five-O                            | Terry Beckett                     | Episódio: "Ho'opio"                     |
| 2013      | Under the Dome                           | Agatha Seagrave                   | 2 episódios                             |
| 2013      | American Horror Story: Coven             | Alicia Spencer                    | Episódio: "The Replacements"            |
| 2014–2018 | The Affair                               | Cherry Lockhart                   | 15 episódios                            |
| 2014      | American Horror Story: Freak Show        | Rita Gayheart                     | Episódio: "Orphans"                     |
| 2015–2016 | American Horror Story: Hotel             | Hazel Evers                       | 11 episódios                            |
| 2017      | American Horror Story: Cult              | Sally Keffler                     | Episódio: "Mid-Western Assassin"        |
| 2020      | The Outsider                             | Jeannie Anderson                  | 10 episódios                            |
| 2021      | Dopesick                                 | Diane Mallum                      | 8 episódios                             |
| 2025      | Great Performances                       | Elizabeth Laine                   | Episódio: "Girl from the North Country" |

### Teatro
| Ano  | Título                      | Papel                 | Notas        |
| ---- | --------------------------- | --------------------- | ------------ |
| 2007 | 10 Million Miles            | Mulher                | Off-Broadway |
| 2010 | After the Revolution        | Mel                   | Off-Broadway |
| 2012 | Tribes                      | Beth                  | Off-Broadway |
| 2013 | Picnic                      | Flo Owens             | Broadway     |
| 2014 | Casa Valentina              | Rita                  | Broadway     |
| 2016 | Her Requiem                 | Allison               | Off-Broadway |
| 2016 | Rancho Viejo                | Mary                  | Off-Broadway |
| 2017 | Joan of Arc: Into the Fire  | Isabelle              | Off-Broadway |
| 2018 | Girl from the North Country | Elizabeth Laine       | Off-Broadway |
| 2020 | Girl from the North Country | Elizabeth Laine       | Broadway     |
| 2022 | Girl from the North Country | Elizabeth Laine       | Broadway     |
| 2022 | A Man of No Importance      | Lily Byrne            | Off-Broadway |
| 2024 | Cult of Love                | Virginia 'Ginny' Dahl | Broadway     |

## Discografia

### Álbuns de estúdio
- 1992: What Might Be
- 1998: Lonesomers
- 2007: Refuge Rock Sublime
- 2021: What's Left Behind

### Álbuns ao vivo
- 2020: ‎Mare Winningham & the Brothers Crouch - Live At the Carlyle

### Singles
- 2022: "‎Let My Love Open the Door (Women Sing the Who Version)"